# Alexandre Olliero
Alexandre Olliero, né le 15 février 1996 à La Rochelle, est un footballeur professionnel français évoluant au poste de gardien de but au Stade de Reims.

## Carrière
Olliero a signé avec le FC Nantes en 2013 en provenance de l'ES La Rochelle, club de sa ville natale où il a débuté le football à l'âge de 4 ans. Olliero a prolongé son contrat professionnel avec Nantes le 17 octobre 2017 pour une durée de cinq ans, jusqu'en juin 2023. 
Le 3 janvier 2018, Olliero rejoint Niort en prêt en Ligue 2 pour la seconde moitié de la saison 2017-2018.  Il a fait ses débuts professionnels pour Niort dans un match nul 0-0 de Ligue 2 avec l' AS Nancy le 12 janvier 2018. 
En juillet 2020, Olliero quitte de nouveau Nantes en prêt, rejoignant le Pau FC, tout juste promu en Ligue 2, pour la saison 2020-2021. 
Après un début de saison compliqué à l'image de l'équipe béarnaise, Olliero s'aguerrit et réalise une deuxième partie de saison convaincante,. Lors de sa première saison, Olliero s'imposera en tant que gardien de but Numéro 1.
À la fin de son prêt, il signe définitivement à Pau le 15 juin 2021 pour trois saisons, ou il fera 44 matchs.   
Le 1er février 2023, il signe avec le Stade de Reims pour une durée de 4 ans.

## Statistiques

### Statistiques détaillées
| Saison                | Club                    | Championnat           | Championnat | Championnat | Coupe nationale | Coupe nationale | Coupe de la Ligue | Coupe de la Ligue | Total | Total |
| Saison                | Club                    | Division              | M.          | B.          | M.              | B.              | M.                | B.                | M.    | B.    |
| 2018-2019             | FC Nantes               | Ligue 1               | 1           | 0           | -               | -               | -                 | -                 | 1     | 0     |
| 2019-2020             | FC Nantes               | Ligue 1               | -           | -           | -               | -               | 2                 | 0                 | 2     | 0     |
| Sous-total            | Sous-total              | Sous-total            | 1           | 0           | -               | -               | 2                 | 0                 | 3     | 0     |
| 2017-2018             | Chamois niortais (prêt) | Ligue 2               | 14          | 0           | -               | -               | -                 | -                 | 14    | 0     |
| 2020-2021             | Pau FC (prêt)           | Ligue 2               | 36          | 0           | -               | -               | -                 | -                 | 36    | 0     |
| 2021-2022             | Pau FC                  | Ligue 2               | 22          | 0           | 1               | 0               | -                 | -                 | 23    | 0     |
| 2022-2023             | Pau FC                  | Ligue 2               | 20          | 0           | 1               | 0               | -                 | -                 | 21    | 0     |
| Sous-total            | Sous-total              | Sous-total            | 78          | 0           | 2               | 0               | -                 | -                 | 80    | 0     |
| 2023-2024             | Stade de Reims          | Ligue 1               | -           | -           | 2               | 0               | -                 | -                 | 2     | 0     |
| 2024-2025             | Stade de Reims          | Ligue 1               | -           | -           | 1               | 0               | -                 | -                 | 1     | 0     |
| Sous-total            | Sous-total              | Sous-total            | -           | -           | 3               | 0               | -                 | -                 | 3     | 0     |
| Total sur la carrière | Total sur la carrière   | Total sur la carrière | 93          | 0           | 5               | 0               | 2                 | 0                 | 100   | 0     |

## Palmarès
Il est finaliste de la Coupe de France en 2025 avec le Stade de Reims en tant que doublure.